# Maggiordomo per signora
Maggiordomo per signora (The Two of Us) è una serie televisiva statunitense in 20 episodi trasmessi per la prima volta nel corso di 2 stagioni dal 1981 al 1982. È un sitcom, rifacimento della serie televisiva britannica Two's Company (1975-1979, 29 episodi).

## Trama
Un maggiordomo inglese di nome Brentwood lavora per una madre single di New York, Nan Gallagher, che ha una bambina, Gabby.

## Personaggi e interpreti
- Robert Brentwood (20 episodi, 1981-1982), interpretato da Peter Cook.
- Nan Gallagher (20 episodi, 1981-1982), interpretata da Mimi Kennedy.
- Cubby Royce (20 episodi, 1981-1982), interpretato da Oliver Clark.
- Gabrielle 'Gabby' Gallagher (20 episodi, 1981-1982), interpretata da Dana Hill.
- Reggie Cavanaugh (16 episodi, 1981-1982), interpretato da Tim Thomerson.

## Produzione
La serie, ideata da Charlie Hauck, fu prodotta dalla CBS. Le musiche furono composte da Patrick Williams.

### Registi
Tra i registi sono accreditati:
- Peter Bonerz in 16 episodi (1981-1982)
- Asaad Kelada in 4 episodi (1981)

### Sceneggiatori
Tra gli sceneggiatori sono accreditati:
- Arthur Julian in 6 episodi (1981)
- Eric Cohen in 5 episodi (1981-1982)
- Charlie Hauck in 5 episodi (1981)
- Katherine Green in 2 episodi (1981-1982)
- Bill Davenport in 2 episodi (1982)
- Tom Whedon in 2 episodi (1982)

## Distribuzione
La serie fu trasmessa negli Stati Uniti dal 6 aprile 1981 al 24 febbraio 1982 sulla rete televisiva CBS. In Italia è stata trasmessa con il titolo Maggiordomo per signora.
Alcune delle uscite internazionali sono state:
- negli Stati Uniti il 6 aprile 1981 (The Two of Us)
- in Spagna (Nosotros dos)
- in Italia (Maggiordomo per signora)

## Episodi
| Stagione         | Episodi | Prima TV USA |
| ---------------- | ------- | ------------ |
| Prima stagione   | 4       | 1981         |
| Seconda stagione | 16      | 1981-1982    |